# Metasia segestusalis
Metasia segestusalis là một loài bướm đêm trong họ Crambidae.